# (9549) Akplatonov
(9549) Akplatonov es un asteroide perteneciente al cinturón de asteroides, descubierto el 19 de septiembre de 1985 por la astrónoma soviética Liudmila Chernyj y su esposo, también astrónomo, Nikolái Chernyj, desde el Observatorio Astrofísico de Crimea.

## Designación y nombre
Designado provisionalmente como 1985 SM2. Fue nombrado Akplatonov en honor al investigador ruso Aleksandr Konstantínovich Platónov.